# Sanglier des Visayas
Sus cebifrons
Espèce
Statut de conservation UICN

 CR A4cde : 
En danger critique
Le sanglier des Visayas (Sus cebifrons negrinus) est un mammifère de la famille des suidés. Présent dans quelques îles des Philippines, il était auparavant considéré comme une sous-espèce du sanglier à moustaches.

## Description
Le mâle arbore une grosse touffe de poils hirsutes sur le dessus de la tête, plus développée durant la période de reproduction. Son pelage, gris et noir, se caractérise par une bande blanche sur le groin. Cet animal peut mesurer jusqu’à 55 cm au garrot, pour 40 kg à l’âge adulte. Les sangliers de Visayas peuvent vivre 10 à 15 ans.

## Répartition géographique et habitat
Le sanglier des Visayas est endémique des forêts pluviales de Negros et Panay. Il occupait autrefois six îles centrales des Philippines. En milieu naturel, cette espèce n’existe plus que sur deux d’entre elles, Negros et Panay, où seulement 500 individus sauvages subsistent à l’heure actuelle.

### Habitat
Comme tous les sangliers, le sanglier des Visayas affectionne particulièrement les zones arborées et prairies d’altitude disposant de points d'eau. Cependant, grâce à sa capacité d’adaptation, on peut le rencontrer dans de nombreux autres types de milieux. Il évite simplement les grandes zones trop à découvert.

## Alimentation
Le sanglier des Visayas est omnivore. D’un naturel opportuniste, il consacre environ 25 % de son temps à la recherche alimentaire, qui se déroule généralement de nuit. Il se nourrit de fruits, racines, tubercules, céréales, vers de terre…

## Éthologie
Les sangliers des Visayas vivent en groupe, principalement composé de laies (femelles adultes ayant atteint les 2 ans) accompagnées de leurs petits. Les jeunes mâles vivent à la périphérie du groupement et seuls les vieux mâles sont solitaires. Ils échangent de nombreuses vocalises et affectionnent les contacts physiques de toutes sortes, de l’agressivité au jeu, en passant par le nécessaire grattage de leur cuir épais mais sensible.
Des observations scientifiques menées en captivité suggèrent l'utilisation d'outils, qui devront cependant être confirmées.

### Reproduction
Durant la période de reproduction, les mâles portent une crinière de longs poils qui finit par leur cacher les yeux. La période de gestation pour le sanglier des Visayas dure environ 4 mois. La laie peut porter jusqu’à 4 marcassins en même temps. À la naissance, ceux-ci ont un pelage rayé qui leur permet de se camoufler dans leur environnement. Ils bénéficient d’une protection de leur mère qui défend vivement ses petits.

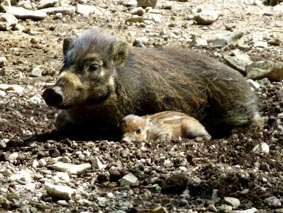
Sanglier des Visayas et son petit

## Préservation au niveau international
Cette espèce, menacée par la déforestation, l’hybridation avec des cochons domestiques ou encore la chasse, est listée par l'UICN en « danger critique d'extinction » (CR) à cause d'un important déclin de sa population, estimé à 80 % au cours des trois dernières générations (environ 21 ans). En 2007, un Programme d’Élevage Européen (EEP) a été mis en place afin de garder une population génétiquement viable et sensibiliser le public. Aujourd’hui, on dénombre environ 345 individus accueillis dans des parcs zoologiques du monde entier, dont 70 en Europe.
En parallèle, un plan de sauvegarde a vu le jour en 1992 aux Philippines, sous l’égide du Ministère de l’Environnement philippin et la Société Zoologique de San Diego. Il s’agit du « Visayan Warty Pig Conservation Programme » (VWPCP) qui fonctionne grâce à une contribution financière des parcs zoologiques détenant des sangliers des Visayas. Il a pour mission la création de centres de soins qui récupèrent les animaux braconnés, la création de réserves protégées, le développement de la recherche génétique, la sensibilisation de la population à la conservation de cette espèce et à terme, la réintroduction de sangliers des Visayas sur les îles où ils ont disparu.

### Les sangliers des Visayas auMuséum de Besançon
Le Muséum de Besançon participe depuis 2010 au Programme d’Élevage Européen (EEP). Il a été le premier en France à accueillir cette espèce. Le couple accueilli à la Citadelle a donné pour la première fois naissance à une femelle (Manille) en 2011, et en 2012 ce sont trois petits marcassins qui ont vu le jour (Palawan, Panay et Mindanao). Ces naissances en captivité sont exceptionnelles et donc porteuses d’espoir pour la sauvegarde de l’espèce.

## Galerie

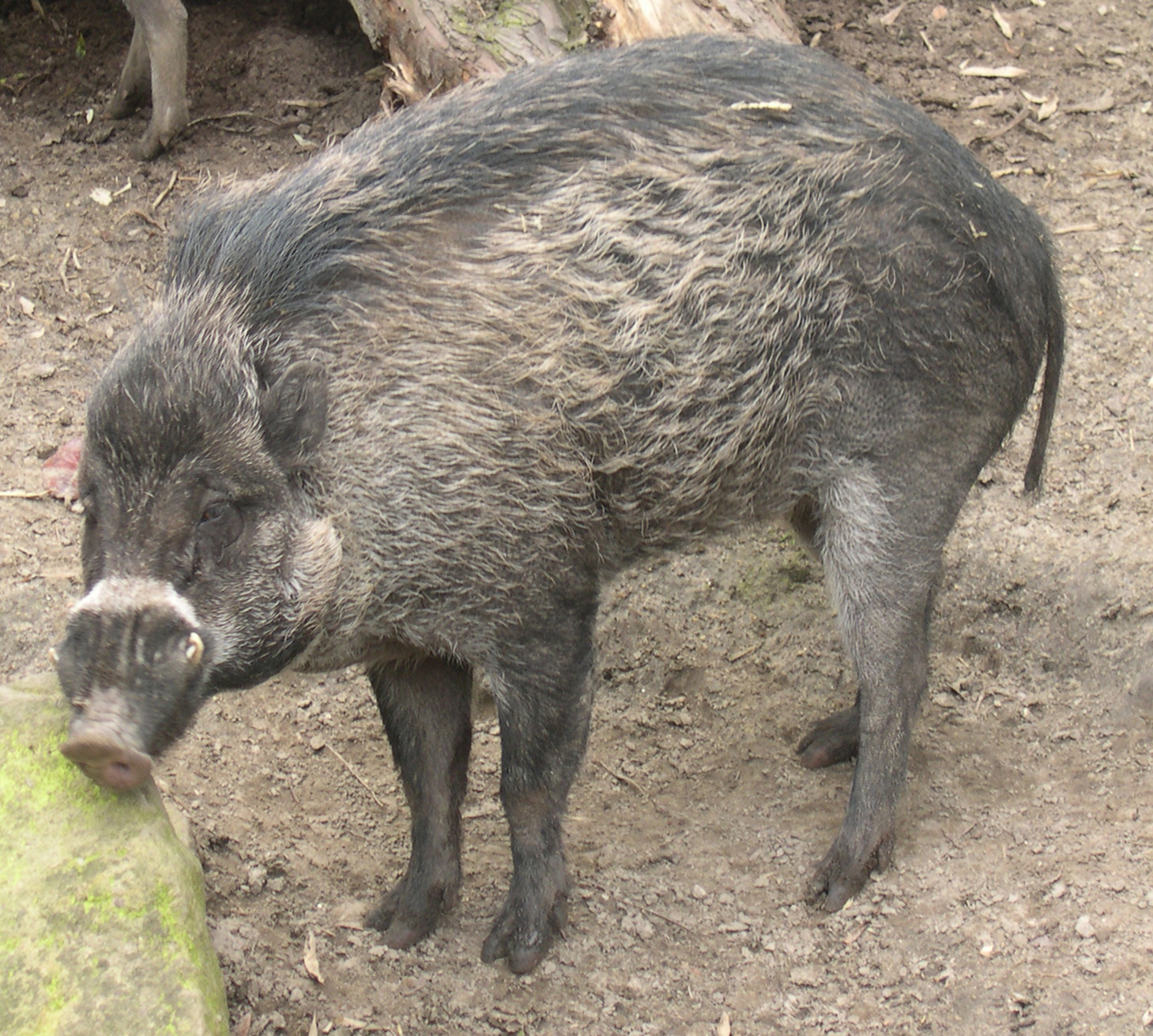
Debout.
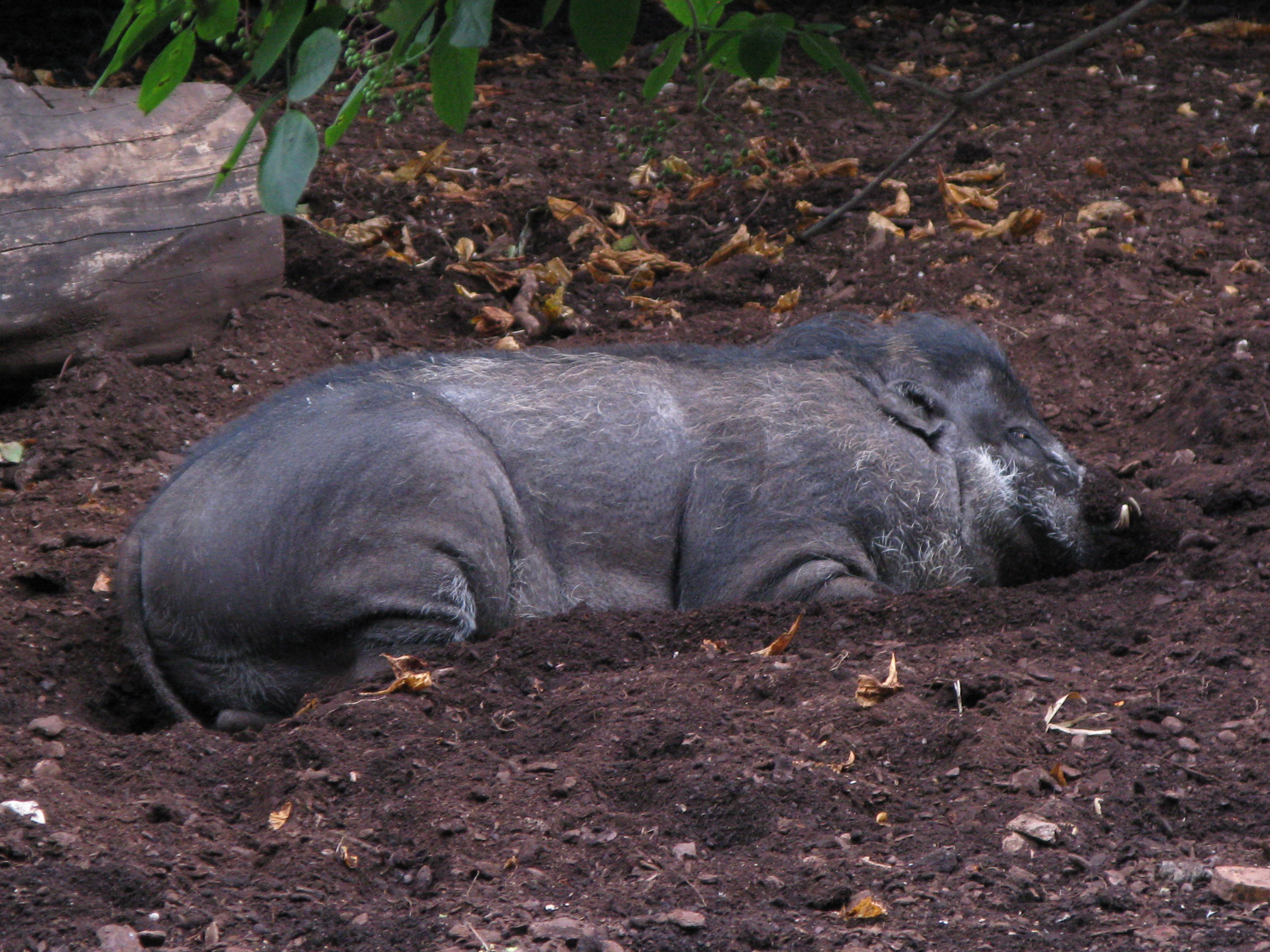
Allongé à la Ménagerie du Jardin des plantes de Paris
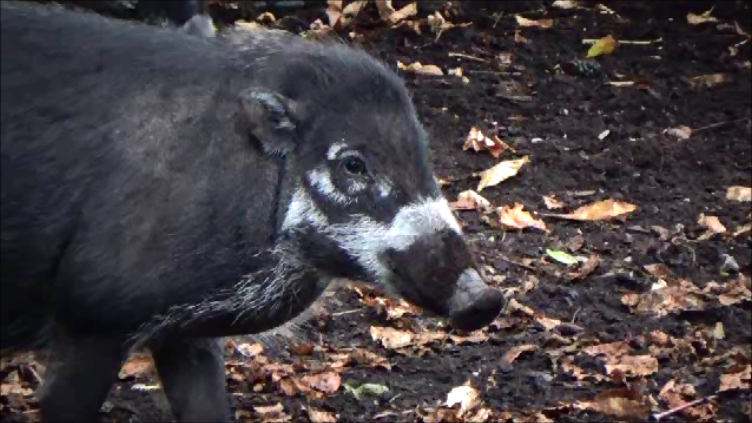
Spécimens de la Ménagerie du Jardin des plantes Paris/France
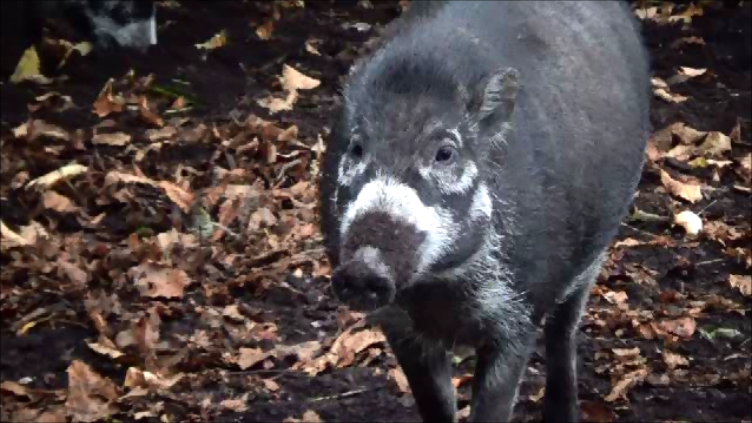
Spécimens de la Ménagerie du Jardin des plantes Paris/France
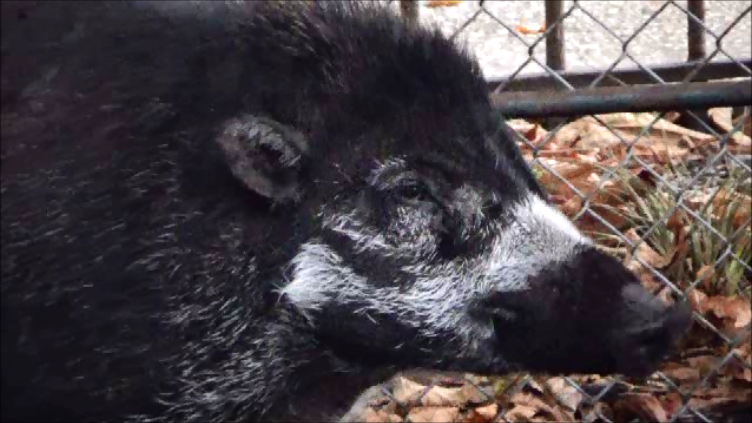
Spécimens de la Ménagerie du Jardin des plantes Paris/France
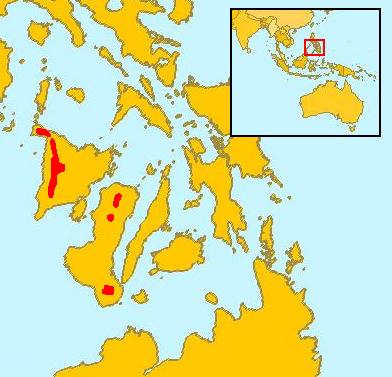
Répartition.
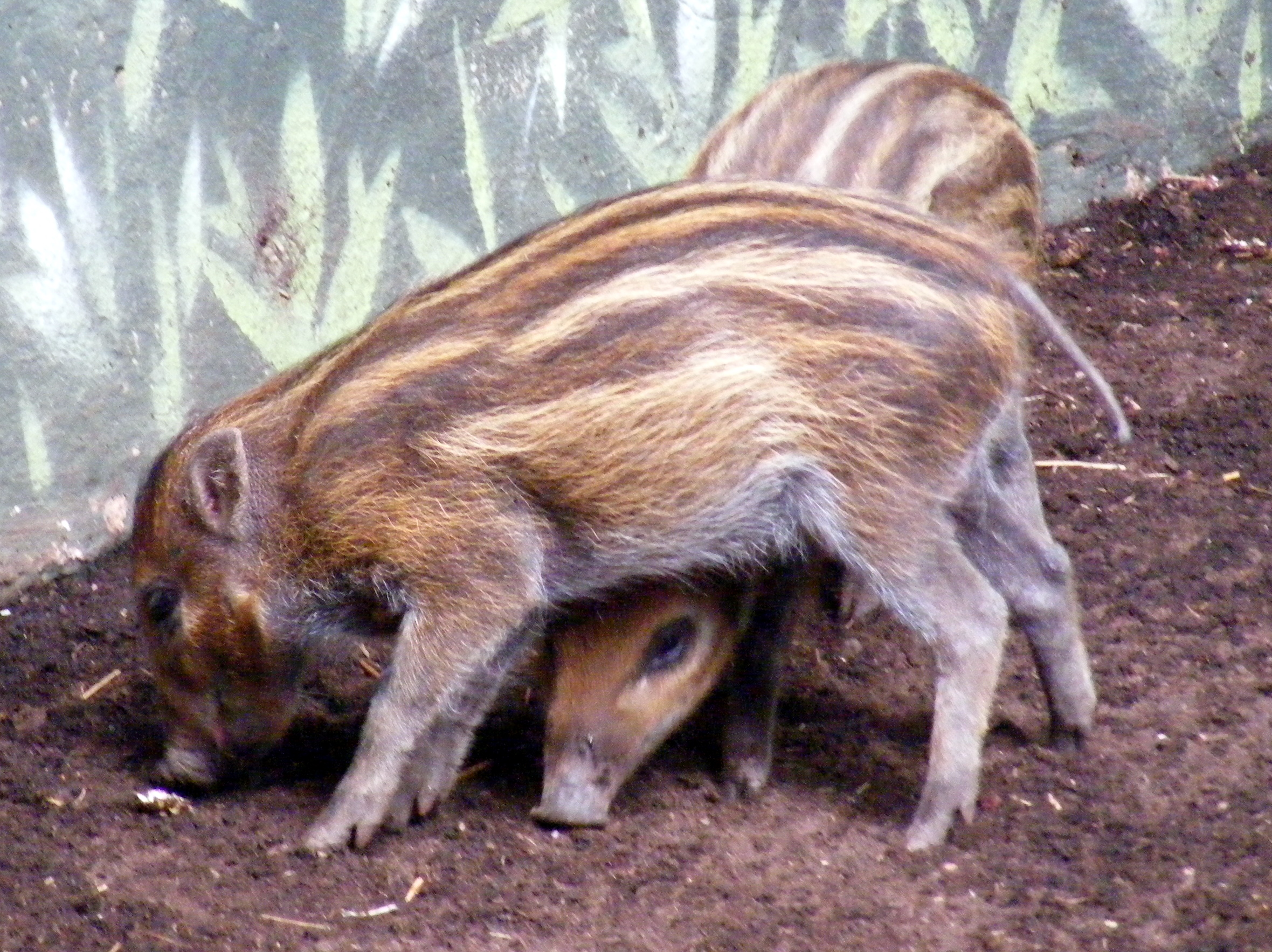
Marcassins.